# Pierre Van Thielt
Pierre Van Thielt va ser un tirador amb arc belga que va competir a començaments del segle xx.
El 1920 va prendre part en els Jocs Olímpics d'Anvers, on va disputar tres proves del programa de tir. Guanyà la medalla d'or en les proves de tir a l'ocell mòbil, 50 m. per equips i ocell mòbil, 33 m. per equips, i la de plata en la de tir a l'ocell mòbil, 28 m. per equips.